# Facundo Conte
Facundo Conte (Buenos Aires, 25 agosto 1989) è un pallavolista argentino, schiacciatore del Ciudad.

## Biografia
Suo padre è l'ex pallavolista e allenatore Hugo Conte.

## Carriera

### Club
Esordisce in Argentina con la maglia del Sonder nella stagione 2005-06 con cui vince una Coppa ACLAV, passando poi, in quella successiva, al GEBA, giocando insieme al padre.
Si trasferisce in Italia nell'annata 2007-08 giocando col Catania per due stagioni. Nel campionato 2009-10 si trasferisce alla Zinella Bologna, sempre nel campionato cadetto, per poi esordire in Serie A1 in quello seguente, quando viene ingaggiato dalla Lube con cui vince una Challenge Cup. All'inizio della stagione 2011-12 gioca con l'Umbria per poi trasferirsi, a dicembre, alla Gabeca.
Nell'annata 2012-2013, si trasferisce in Russia, giocando nella Dinamo Krasnodar, mentre in quella successiva viene ingaggiato dal club polacco del Skra Bełchatów, conquistando il campionato 2013-14, la Supercoppa polacca 2014 e la Coppa di Polonia 2015-16.
Dopo tre anni al club polacco, nella stagione 2016-17 passa allo Shanghai, con cui disputa il massimo campionato cinese conquistando due titoli nazionali consecutivi; nel periodo fra i due campionati disputa la Qatar Volleyball League con l'Al-Jaish.
Torna in Sudamerica nell'annata 2018-19, partecipando alla Superliga Série A brasiliana con il Funvic, con cui si laurea campione nazionale; nella stagione seguente passa al Sada, sempre nel massimo campionato brasiliano, dove resta per un biennio vincendo il campionato sudamericano per club 2020 e due edizioni consecutive della Coppa del Brasile.
Per l'annata 2021-22 rientra in Polonia accettando la proposta del Warta Zawiercie ma già in quella successiva fa ritorno in patria per disputare la Liga Argentina de Voleibol con il Ciudad.

### Nazionale
Dopo aver conquistato con la maglia della nazionale argentina Under-21 il titolo continentale di categoria nel 2008 e il bronzo mondiale l'anno successivo, con la nazionale maggiore vince la medaglia d'argento al Campionato sudamericano 2011, l'oro ai XVII Giochi panamericani del 2015, venendo eletto MVP del torneo, e la medaglia di bronzo ai Giochi della XXXII Olimpiade di Tokyo nel 2021. Nel 2023 si aggiudica la medaglia d'oro al campionato continentale e l'argento ai XIX Giochi panamericani.

## Palmarès

### Club
- Campionato polacco: 1

2013-14
- Campionato cinese: 2

2016-17, 2017-18
- Campionato brasiliano: 1

2018-19
- Coppa ACLAV: 1

2005
- Coppa di Polonia: 1

2015-16
- Coppa del Brasile: 2

2020, 2021
- Copa Argentina A2: 1

2006-07
- Supercoppa polacca: 1

2014
- Challenge Cup: 1

2010-11
- Campionato sudamericano per club: 1

2020

### Nazionale (competizioni minori)
- Campionato sudamericano Under-21 2008
- Campionato mondiale Under-21 2009
- Giochi panamericani 2015
- Giochi panamericani 2023

### Premi individuali
- 2012 - Premio Olimpia de Plata: Pallavolista argentino dell'anno
- 2015 - Champions League: Miglior schiacciatore
- 2015 - XVII Giochi panamericani: MVP
- 2015 - Qualificazioni sudamericane ai Giochi della XXXI Olimpiade: Miglior schiacciatore
- 2016 - Coppa di Polonia: Miglior ricevitore
- 2019 - Campionato mondiale per club: Miglior schiacciatore
- 2020 - Campionato sudamericano per club: Miglior schiacciatore
- 2023 - Campionato sudamericano per club: Miglior schiacciatore
- 2024 - Campionato sudamericano per club: Miglior schiacciatore